# A Maldív-szigetek madárfajainak listája

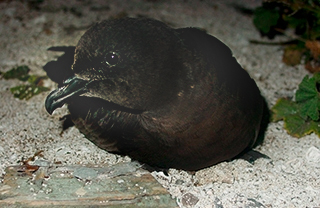
Szalagos szerecsenhojsza

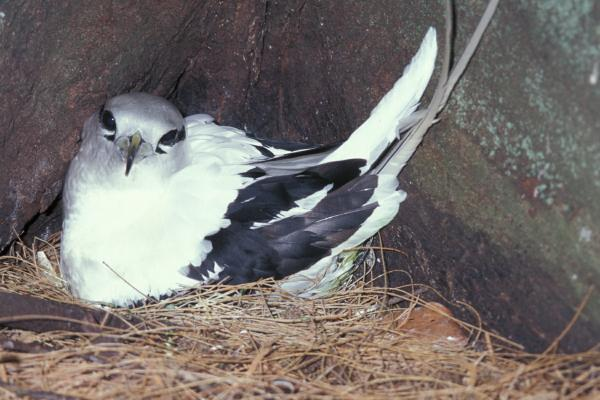
Fehérfarkú trópusimadár

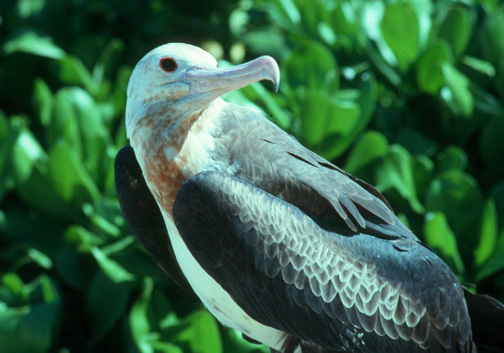
Szalagos fregattmadár

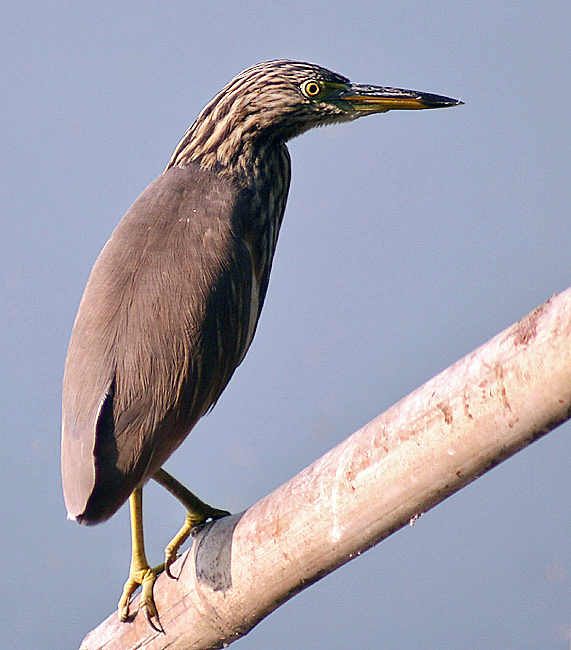
Indiai üstökösgém

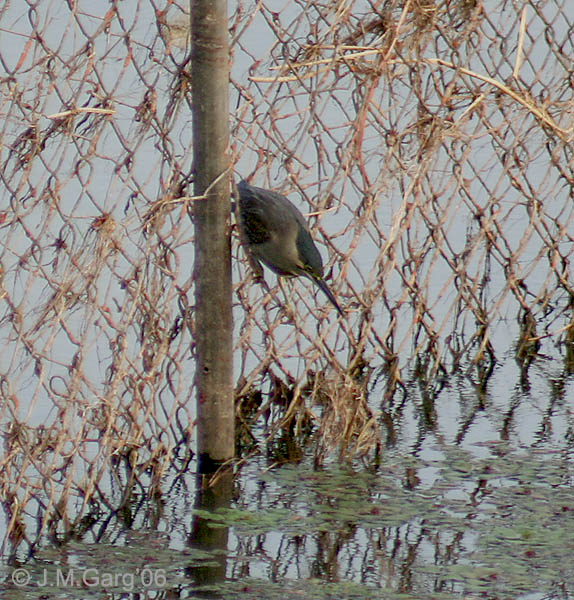
Mangróvegém

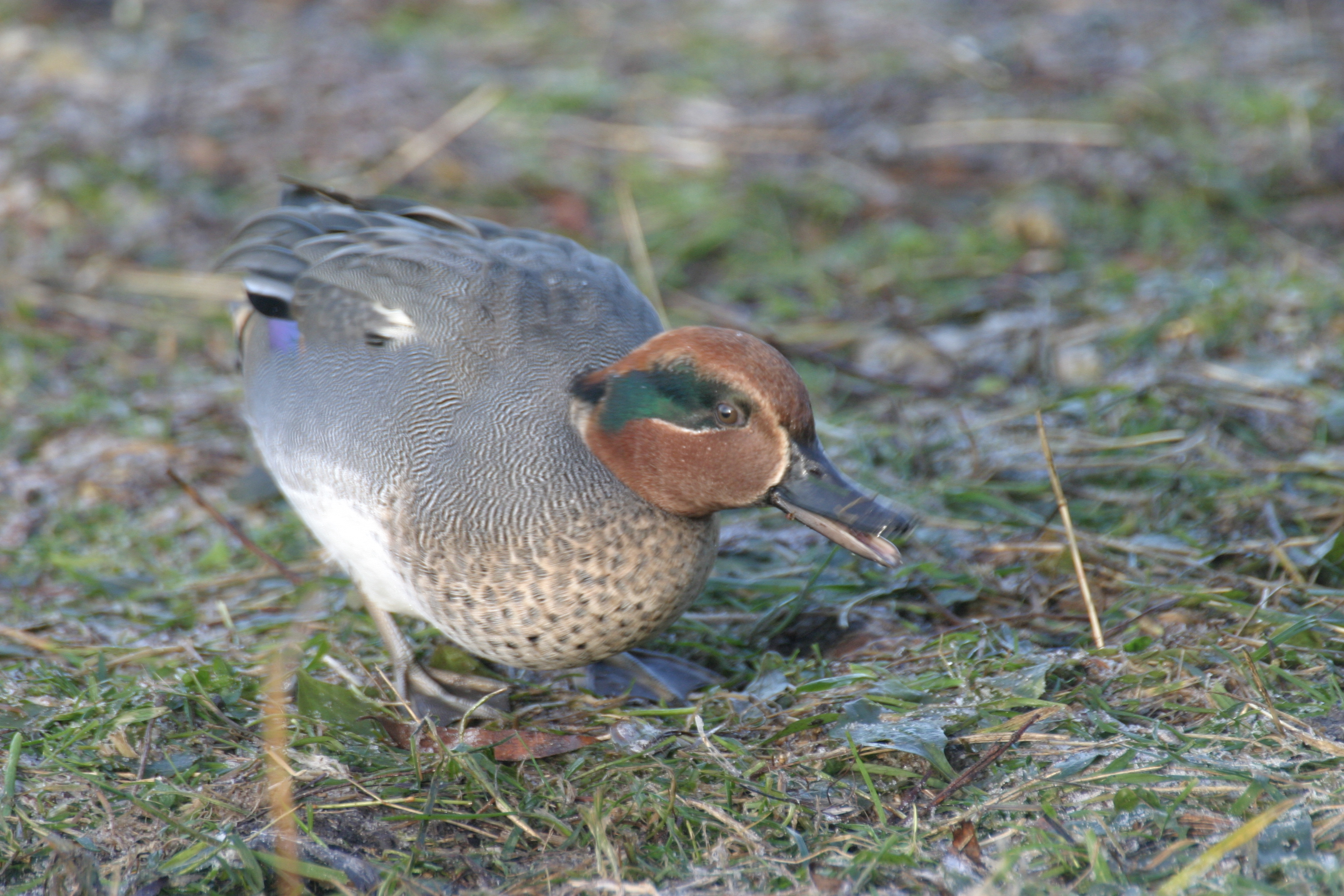
Csörgőréce

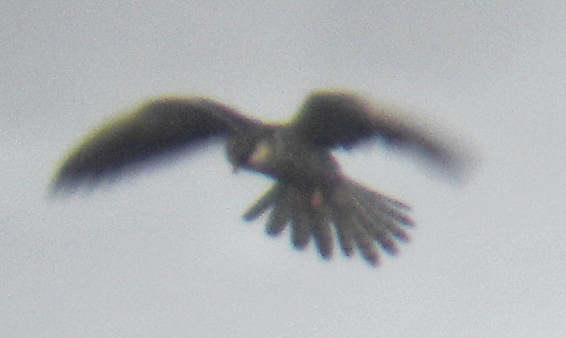
Amuri vércse

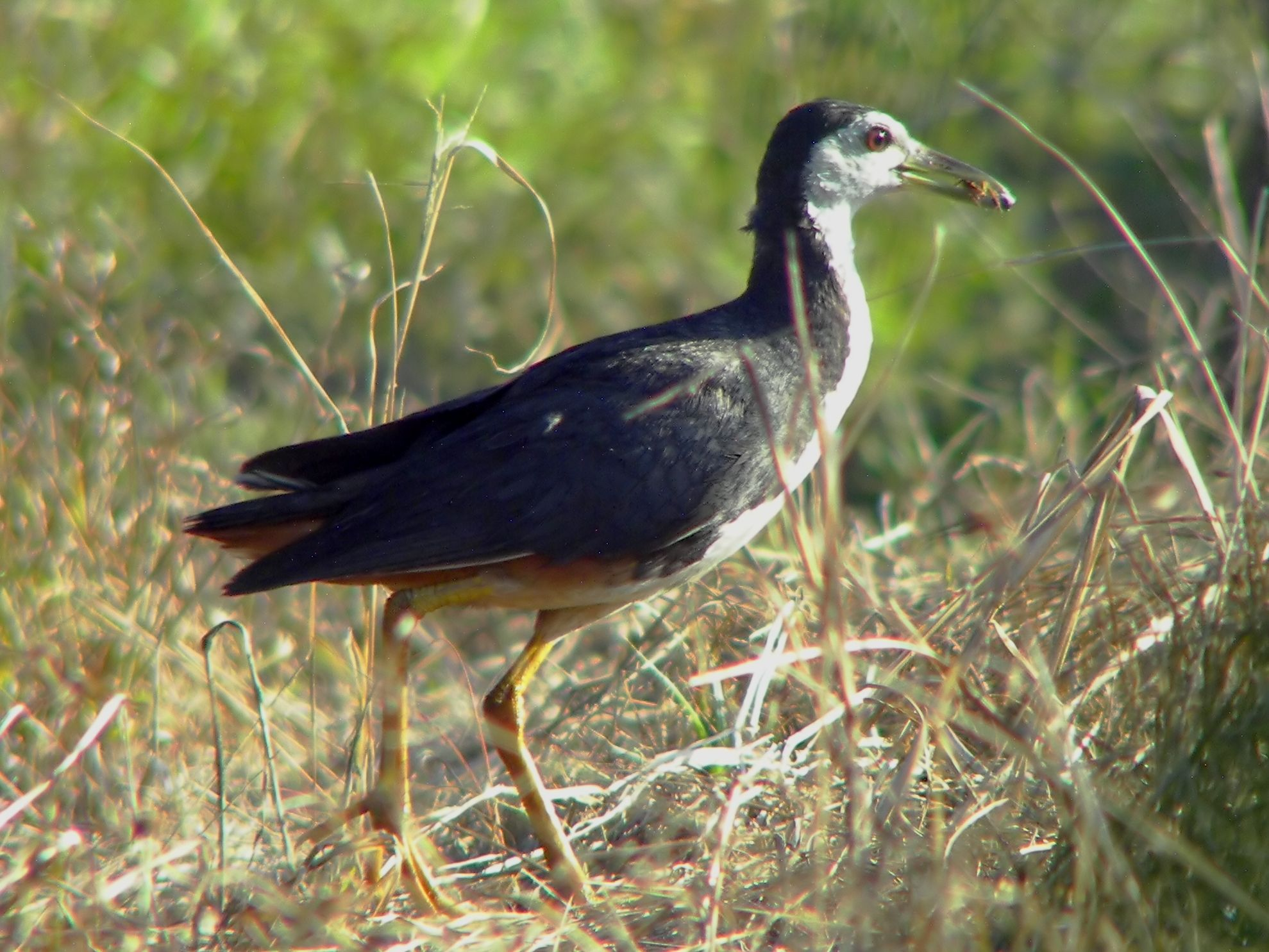
Fehérmellű lápityúk

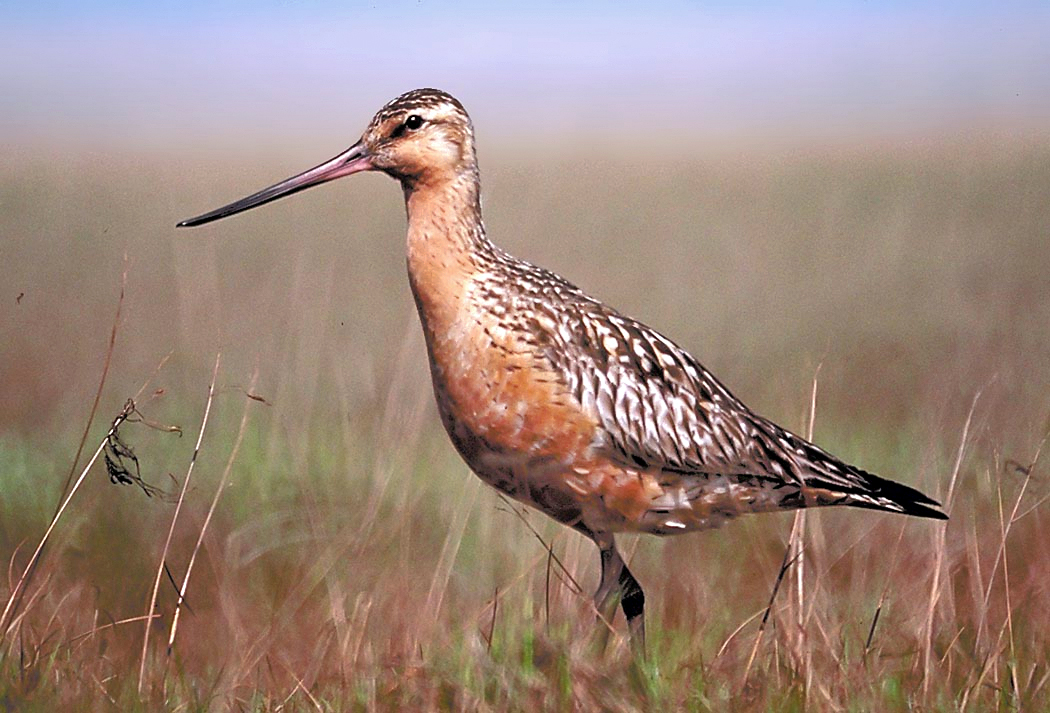
Kis goda

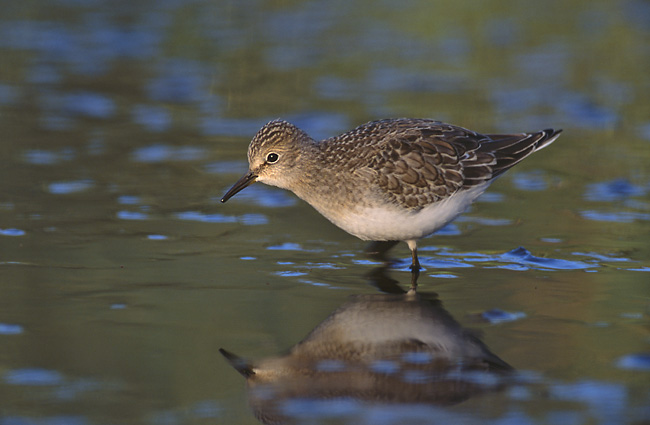
Temminck-partfutó

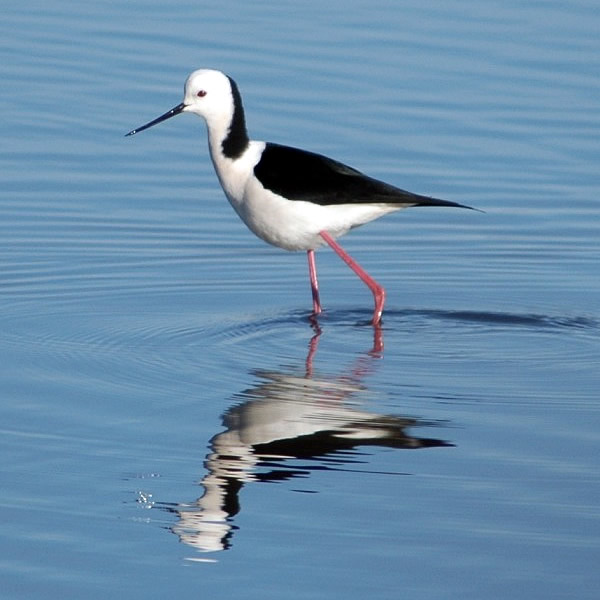
Gólyatöcs

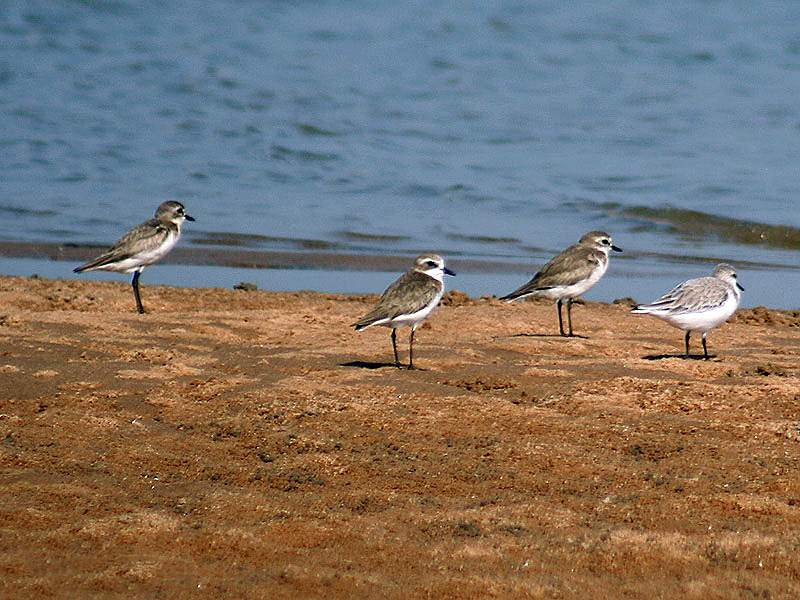
Tibeti lile

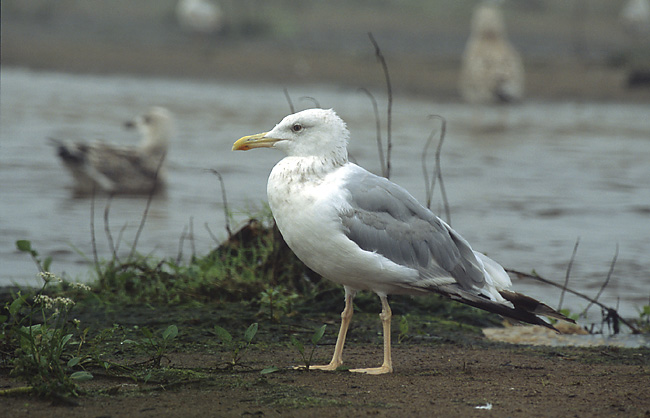
Sárgalábú sirály

A világon élő mintegy 10 000 madárfaj közül a Maldív-szigeteken jelenleg 119 fajt tartanak nyilván.

## viharmadár-alakúak(Procellariiformes)

### viharmadárfélék(Procellariidae)
- szalagos szerecsenhojsza (Bulweria bulwerii)
- egyszínű szerecsenhojsza (Bulweria fallax)
- Calonectris leucomelas
- Puffinus pacificus
- Puffinus carneipes
- Audubon-vészmadár (Puffinus lherminieri)

## gödényalakúak(Pelecaniformes)

### trópusimadár-félék(Phaethontidae)
- fehérfarkú trópusimadár (Phaethon lepturus)

### szulafélék(Sulidae)
- álarcos szula (Sula dactylatra)
- fehérhasú szula (Sula leucogaster)

### fregattmadárfélék(Fregatidae)
- szalagos fregattmadár (Fregata minor)

### gödényfélék(Pelecanidae)
- rózsás gödény (Pelecanus onocrotalus)

## gólyaalakúak(Ciconiiformes)

### gémfélék(Ardeidae)
- kis kócsag (Egretta garzetta)
- szürke gém (Ardea cinerea)
- vörös gém(Ardea purpurea)
- nagy kócsag (Egretta alba vagy Ardea alba)
- pásztorgém (Bubulcus ibis)
- indiai üstökösgém (Ardeola grayii)
- mangrovegém (Butorides striatus vagy Butorides striata)
- bakcsó (Nycticorax nycticorax)
- Ixobrychus sinensis
- Ixobrychus cinnamomeus
- Ixobrychus flavicollis vagy Dupetor flavicollis
- bölömbika (Botaurus stellaris)

### gólyafélék(Ciconiidae)
- batla (Plegadis falcinellus)

## lúdalakúak(Anseriformes)

### récefélék(Anatidae)
- kanalas réce (Anas clypeata)
- nyílfarkú réce (Anas acuta)
- böjti réce (Anas querquedula)
- csörgő réce (Anas crecca)
- cigányréce (Aythya nyroca)
- kontyos réce (Aythya fuligula)

## vágómadár-alakúak(Accipitriformes)

### halászsasfélék(Pandionidae)
- halászsas (Pandion haliaetus)

### vágómadárfélék(Accipitridae)
- darázsölyv (Pernis apivorus)
- barna rétihéja (Circus aeruginosus)
- fakó rétihéja (Circus macrourus)
- hamvas rétihéja (Circus pygargus)
- egerészölyv (Buteo buteo)

## sólyomalakúak(Falconiformes)

### sólyomfélék(Falconidae)
- fehérkarmú vércse (Falco naumanni)
- vörös vércse (Falco tinnunculus)
- amuri vércse (Falco amurensis)
- kabasólyom (Falco subbuteo)

## darualakúak(Gruiformes)

### guvatfélék(Rallidae)
- fehérmellű lápityúk (Amaurornis phoenicurus)
- vízikakas (Gallicrex cinerea)
- vízityúk (Gallinula chloropus)
- szárcsa (Fulica atra)

## lilealakúak(Charadriiformes)

### szalonkafélék(Scolopacidae)
- hegyesfarkú sárszalonka (Gallinago stenura)
- Swinhoe-sárszalonka (Gallinago megala)
- sárszalonka (Gallinago gallinago)
- nagy goda (Limosa limosa)
- kis goda (Limosa lapponica)
- kis póling (Numenius phaeopus)
- nagy póling (Numenius arquata)
- piroslábú cankó (Tringa totanus)
- tavi cankó (Tringa stagnatilis)
- szürke cankó (Tringa nebularia)
- réti cankó (Tringa glareola)
- terekcankó (Xenus cinereus)
- billegetőcankó (Actitis hypoleucos)
- kőforgató (Arenaria interpres)
- fenyérfutó (Calidris alba)
- apró partfutó (Calidris minuta)
- Temminck-partfutó (Calidris temminckii)
- hosszúujjú partfutó (Calidris subminuta)
- havasi partfutó (Calidris alpina)
- sarlós partfutó (Calidris ferruginea)
- pajzsos cankó (Philomachus pugnax)

### gulipánfélék(Recurvirostridae)
- gólyatöcs (Himantopus himantopus)

### lilefélék(Charadriidae)
- ázsiai pettyeslile (Pluvialis fulva)
- ezüstlile (Pluvialis squatarola)
- parti lile (Charadrius hiaticula)
- kis lile (Charadrius dubius)
- széki lile (Charadrius alexandrinus)
- tibeti lile (Charadrius mongolus)
- sivatagi lile (Charadrius leschenaultii)
- sztyeppi lile (Charadrius asiaticus)
- lilebíbic (Vanellus gregarius)

### gémlilefélék(Dromadidae)
- gémlile (Dromas ardeola)

### székicsérfélék(Glareolidae)
- keleti székicsér (Glareola maldivarum)

### sirályfélék(Laridae)
- pápaszemes sirály (Larus leucophthalmus)
- sárgalábú sirály (Larus cachinnans)
- szibériai sirály (Larus heuglini)
- halászsirály (Larus ichthyaetus)
- dankasirály (Larus ridibundus)

### csérfélék(Sternidae)
- kacagócsér (Gelochelidon nilotica vagy Sterna nilotica)
- lócsér (Hydroprogne caspia) vagy (Sterna caspia)
- bengáliai csér (Sterna bengalensis)
- üstökös csér (Sterna bergii)
- rózsás csér (Sterna dougallii)
- feketefejű csér (Sterna sumatrana)
- küszvágó csér (Sterna hirundo)
- kis csér (Sterna albifrons)
- ádeni törpecsér (Sternula saundersii vagy Sterna saundersi)
- álarcos csér (Onychoprion anaethetus vagy Sterna anaethetus)
- füstös csér (Onychoprion fuscata vagy Sterna fuscata)
- fehérszárnyú szerkő (Chlidonias leucopterus)
- barna noddi (Anous stolidus)
- tündércsér (Gygis alba)

## galambalakúak(Columbiformes)

### galambfélék(Columbidae)
- szirti galamb (Columba livia)
- vadgerle (Streptopelia turtur)
- keleti gerle (Streptopelia orientalis)

## kakukkalakúak(Cuculiformes)

### kakukkfélék(Cuculidae)
- kakukk (Cuculus canorus)
- ázsiai koel (Eudynamys scolopacea)

## bagolyalakúak(Strigiformes)

### bagolyfélék(Strigidae)
- réti fülesbagoly (Asio flammeus)

## sarlósfecske-alakúak(Apodiformes)

### sarlósfecskefélék(Apodidae)
- sertefarkú sarlósfecske (Hirundapus caudacutus)
- sarlósfecske (Apus apus)
- Apus pallidus
- kis sarlósfecske (Apus affinis)

## szalakótaalakúak(Coraciiformes)

### gyurgyalagfélék(Meropidae)
- gyurgyalag (Merops apiaster)

### szalakótafélék(Coraciidae)
- bengál szalakóta (Coracias benghalensis)

### bankafélék(Upupidae)
- búbos banka (Upupa epops)

## verébalakúak(Passeriformes)

### gébicsfélék(Laniidae)
- pusztai gébics (Lanius isabellinus)
- barna gébics (Lanius cristatus)

### varjúfélék(Corvidae)
- indiai varjú (Corvus splendens)

### fecskefélék(Hirundinidae)
- partifecske (Riparia riparia)
- füsti fecske (Hirundo rustica)
- molnárfecske (Delichon urbica)

### billegetőfélék(Motacillidae)
- sárga billegető (Motacilla flava)
- hegyi billegető (Motacilla cinerea)
- erdei pityer (Anthus trivialis)
- rozsdástorkú pityer (Anthus cervinus)

### verébfélék(Passeridae)
- házi veréb (Passer domesticus)